# Anomala kintaroi
Anomala kintaroi är en skalbaggsart som beskrevs av Miyake 1996. Anomala kintaroi ingår i släktet Anomala och familjen Rutelidae. Inga underarter finns listade i Catalogue of Life.